# Dioclécio Duarte
Dioclécio Dantas Duarte, mais conhecido simplesmente por Dioclécio Duarte (Natal, 16 de outubro de 1894 — Rio de Janeiro, 22 de dezembro de 1975) foi um político brasileiro. Exerceu o mandato de deputado federal constituinte pelo Rio Grande do Norte em 1946.